# Косад-Ривьер
Коса́д-Ривье́р (фр. Caussade-Rivière, окс. Cauçada) — коммуна во Франции, находится в регионе Юг — Пиренеи. Департамент — Верхние Пиренеи. Входит в состав кантона Мобургет. Округ коммуны — Тарб.
Код INSEE коммуны — 65137.

## География
Коммуна расположена приблизительно в 620 км к югу от Парижа, в 120 км западнее Тулузы, в 32 км к северу от Тарба.
Коммуна расположена на местности Бигорр. На востоке коммуны протекает река Адур, а на западе — река Луэт.

## Климат
Климат умеренно-океанический с солнечной тёплой погодой и обильными осадками на протяжении практически всего года.

## Население
Население коммуны на 2010 год составляло 86 человек.
| 1962 | 1968 | 1975 | 1982 | 1990 | 1999 | 2010 |
| ---- | ---- | ---- | ---- | ---- | ---- | ---- |
| 135  | 129  | 101  | 103  | 95   | 104  | 86   |

## Администрация
| Период | Период | Фамилия        | Партия | Примечания |
| ------ | ------ | -------------- | ------ | ---------- |
| 1989   | 2008   | Франсис Кулом  |        |            |
| 2008   | 2020   | Жан-Поль Таран |        |            |

## Экономика
В 2010 году среди 53 человек трудоспособного возраста (15-64 лет) 34 были экономически активными, 19 — неактивными (показатель активности — 64,2 %, в 1999 году было 70,2 %). Из 34 активных жителей работали 29 человек (14 мужчин и 15 женщин), безработных было 5 (3 мужчин и 2 женщины). Среди 19 неактивных 5 человек были учениками или студентами, 11 — пенсионерами, 3 были неактивными по другим причинам.